# West Mifflin
West Mifflin  è una borough degli Stati Uniti d'America, nella contea di Allegheny nello Stato della Pennsylvania. Secondo il censimento del 2000 la popolazione è di 22.464 abitanti.

## Società

### Evoluzione demografica
La composizione etnica vede una prevalenza della razza bianca (89,64%) seguita da quella afroamericana (8,85%), dati del 2000.
| borough di West Mifflin Popolazione |        |
| 2000                                | 22.464 |
| Stima al 01-07-07                   | 20.820 |

## Luoghi da visitare
- Kennywood, parco di divertimenti
- Century III Mall, un grande centro commerciale